# Žemčužnikovit
Žemčužnikovit je klencový, velmi vzácný minerál (Nefedov 1960) s chemickým vzorcem NaMg(Al,Fe3+)[C2O4]3·8H2O a empirickým vzorcem NaMgAl0,6Fe3+0,4(C2O4)3·8(H2O). Tvoří skelně lesklé, kouřově zelené nebo fialové, jemně jehlicovité krystalky nebo vlákna, které skládají žilky. Pojmenován je po ruském geologovi Juriji Apolonovičovi Žemčužnikovi (1885–1957).

## Vlastnosti
- fyzikální – má dobrou bazální štěpnost, nerovný lom, není radioaktivní
- chemické – snadno se rozpouští ve vodě
- optické – je průhledný až průsvitný

## Využití
Praktické využití nemá.

## Naleziště
Byl nalezen ve vrtném jádře z hloubky 230 m z Čajtumského ložiska uhlí (200 km od ústí řeky Leny, Polární Jakutsko, Rusko). Vyskytuje se spolu s glušinskitem, weddellitem a whewellitem. Byl nalezen v roce 1956 (někdy zmiňován rok 1960).